# 瑪格麗特·山額
瑪格麗特·希金斯·山額（英語：Margaret Higgins Sanger，1879年9月14日—1966年9月6日），原名瑪格麗特·路易丝·希金斯（Margaret Louise Higgins），美國控制生育運動領導人，提倡優生學，美國生育控制聯盟（American Birth Control League，美國計劃生育聯合會前身）創辦人。曾到中國宣傳生育控制。
瑪格麗特·山額出生於紐約州一個天主教家庭，她的母親在經歷第18次懷孕時不幸去世，在母親的葬禮上，她質問當雕刻師的父親：「是你才會導致這一切，媽媽的死就是因為生了太多孩子。」
其後她當上了護士，一方面尋找一種服用簡便、能有效幫助女性避孕的藥物（當年避孕藥尚未面世），另一方面創辦《叛逆婦女》雜誌，以指導其他女性應當何時避免懷孕——她創造出了「避孕」一詞，並刊於1914年6月份的《叛逆婦女》上。因而，紐約市郵政局長引用《康斯托克法》，將她的雜誌評為「淫穢、色情」物品，並禁制出版。瑪格麗特·山額因違反《康斯托克法》被控9項罪名，遂逃離美國，在英國繼續投入避孕的相關工作。其後，她回美國受審，獲法院撤銷指控，她繼續創辦《節育評論》雜誌，並與姐妹和朋友開辦全國第一家避孕診所，叫婦女得以接受避孕方面的系統指導，但診所開了才10天夫人便被捕，而診所也被逼停業。
後來，瑪格麗特·山額結識了避孕藥之父格雷戈里·平卡斯，她從計劃生育聯合會爭取到了一筆款項，以支持平卡斯研究避孕藥的工作。及至1953年，在她穿針引線下，平卡斯又從她的摯友——凱瑟琳·德克斯特·麥考密克那裡再得到一筆4萬美金的捐款，而平卡斯亦獲凱瑟琳承諾提供以後所需的資金。

## 外部連結
- 瑪格麗特·山額的作品  - 古騰堡計劃
- 口服避孕藥的歷史：女人的一場獨立戰爭 （页面存档备份，存于）